# Alona
Alona is een geslacht van kreeftachtigen uit de klasse van de Branchiopoda (blad- of kieuwpootkreeftjes).

## Soorten
- Alona affinis (Leydig, 1860)
- Alona costata G.O. Sars, 1862
- Alona guttata Sars, 1862
- Alona quadrangularis (O.F. Müller, 1776)
- Alona rectangula Sars, 1861